# Rivière Blanche (Matawinie)
Pour les articles homonymes, voir Rivière Blanche.
La rivière Blanche est un affluent de la rivière Noire, coulant sur la rive nord du fleuve Saint-Laurent, dans les municipalités de Sainte-Béatrix, de Sainte-Émélie-de-l'Énergie et de Saint-Jean-de-Matha, dans la municipalité régionale de comté (MRC) de Matawinie, dans la région administrative de Lanaudière, dans la province de Québec, au Canada.
Le cours de cette rivière coule généralement vers l’est, puis le sud-est, dans une petite vallée forestière et agricole. Son cours traverse les lacs Deschamps, Neuf et Héroux.
La partie supérieure de la rivière Blanche est surtout accessible par le chemin du Lac-Clair, le chemin du lac-Croche ; la partie inférieure, par le chemin de la Rivière-Blanche.

## Géographie
La rivière Blanche prend sa source à l'embouchure du lac à Canards (longueur : 0,4 km ; altitude : 385 m). Ce lac est situé dans la partie nord de Sainte-Béatrix, en zone forestière.
L’embouchure du lac à Canards est situé au nord du lac, soit à 6,9 km à l'est du centre du village de Saint-Côme, à 7,9 km au sud du centre du village de Sainte-Émélie-de-l'Énergie et à 6,9 km à l'ouest de la confluence de la rivière Blanche.
La rivière Blanche coule sur 10,8 km, selon les segments suivants :
- 0,9 km vers le nord dans Sainte-Béatrix en traversant sur 1,6 km vers le nord le lac Deschamps (altitude : 365 m) jusqu’à l’embouchure ;
- 2,5 km vers l’est, en traversant le lac Neuf (longueur : 0,8 km ; altitude : 316 m) jusqu’à son embouchure ;
- 0,7 km vers l'est en recueillant la décharge (venant du nord) du lac du Conseil et en coupant le chemin du rang Sainte-Agathe, jusqu’à la limite de Sainte-Émélie-de-l'Énergie ;
- 1,4 km vers l’est, jusqu’à la limite de Saint-Jean-de-Matha ;
- 1,6 km vers l'est dans Saint-Jean-de-Matha, en recueillant les eaux de la décharge (venant du nord) du lac Wigwam et en coupant le chemin de la Rivière-Blanche, jusqu’au cours d’eau Bélanger ;
- 3,7 km vers le sud-est en longeant le chemin de la Rivière-Blanche, en passant dans le hameau Village-des-Geoffroy et en recueillant les eaux de la décharge (venant du sud-ouest) du lac Croche, jusqu'à la confluence de la rivière[2].

La rivière Blanche se déverse dans un coude de rivière sur la rive nord de la rivière Noire. À partir de cette confluence, la rivière Noire descend vers le sud-est jusqu’à la rive nord de la Rivière L'Assomption laquelle serpente vers le sud-est, puis vers le sud-ouest, jusqu'à la rive nord du fleuve Saint-Laurent. La confluence de la rivière Blanche est située à :
- 3,9 km à l'ouest du centre du village de Saint-Jean-de-Matha ;
- 4,6 km au nord-ouest de la confluence de la rivière Noire ;
- 3,4 km au nord du sommet du Mont Saint-Louis, situé dans Sainte-Béatrix.

## Toponymie
Le toponyme rivière Blanche a été officialisé le 12 septembre 1974 à la Commission de toponymie du Québec.